# Corylus fargesii
Corylus fargesii är en björkväxtart som först beskrevs av Adrien René Franchet, och fick sitt nu gällande namn av Camillo Karl Schneider. Corylus fargesii ingår i släktet hasslar och familjen björkväxter. Inga underarter finns listade.
Corylus fargesii är ett lövfällande träd som blir upp till 25 meter högt.
Arten förekommer glest fördelad i Kina i provinserna Guizhou, Sichuan, Hubei, Gansu, Henan, Ningxia, Shaanxi, Hunan och Jiangxi. Corylus fargesii växer i kulliga områden och i bergstrakter mellan 800 och 3000 meter över havet. Denna hassel ingår vanligen i lövskogar som ligger i dalgångar. Arten blommar mellan maj och juli. Frukterna är i juli och augusti mogna.
För beståndet är inga hot kända. IUCN listar arten som livskraftig (LC).

## Bildgalleri

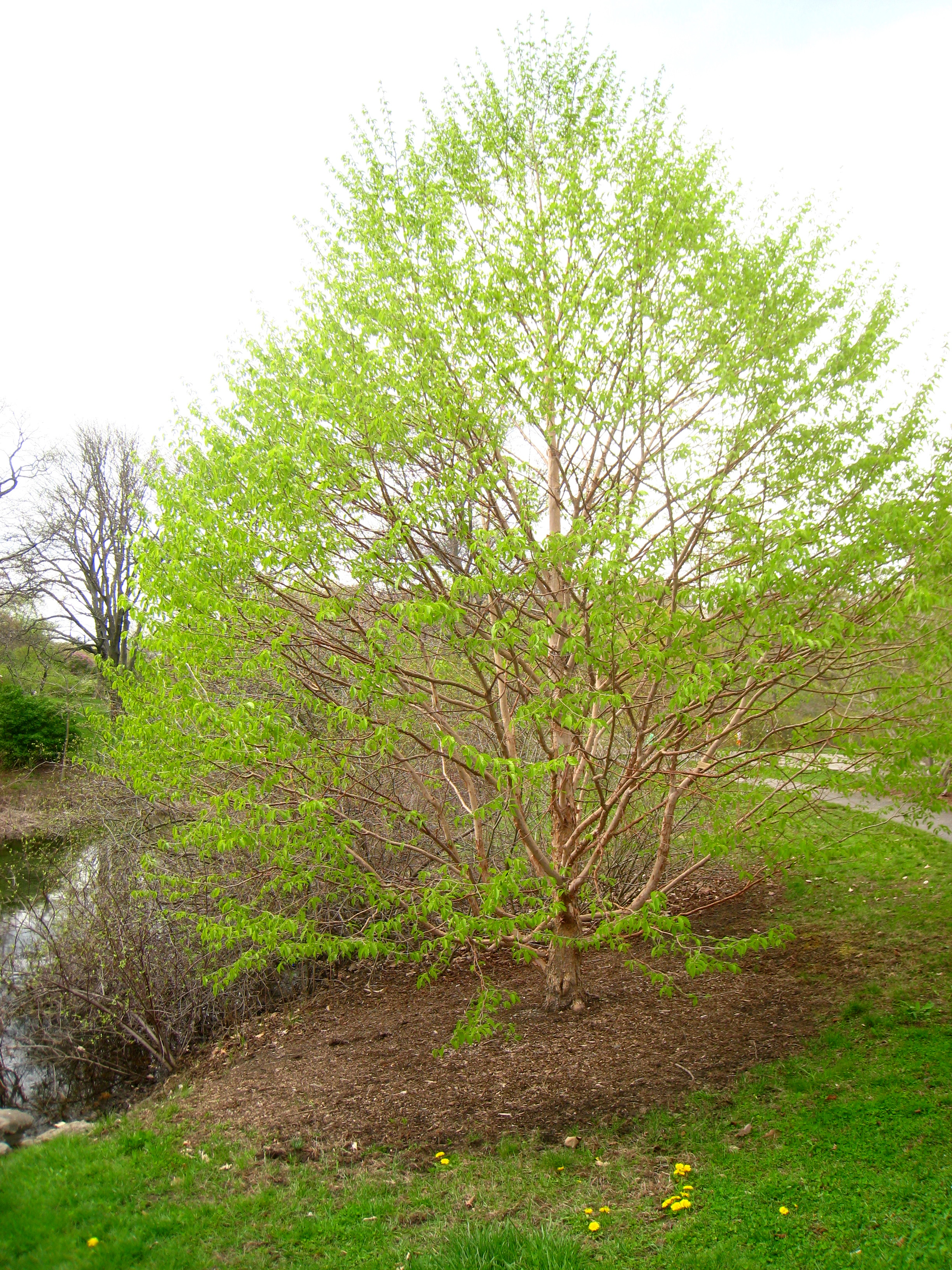
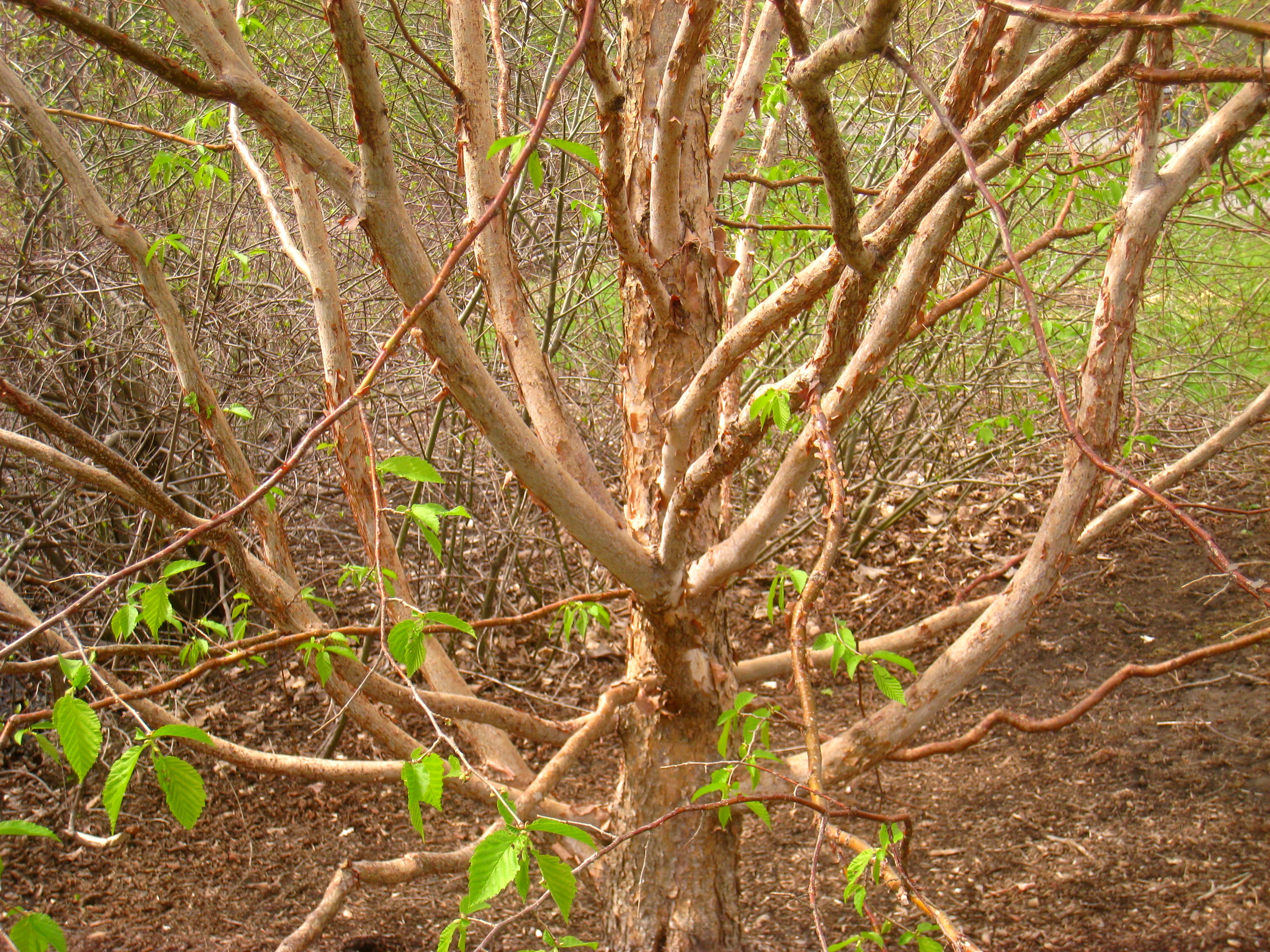
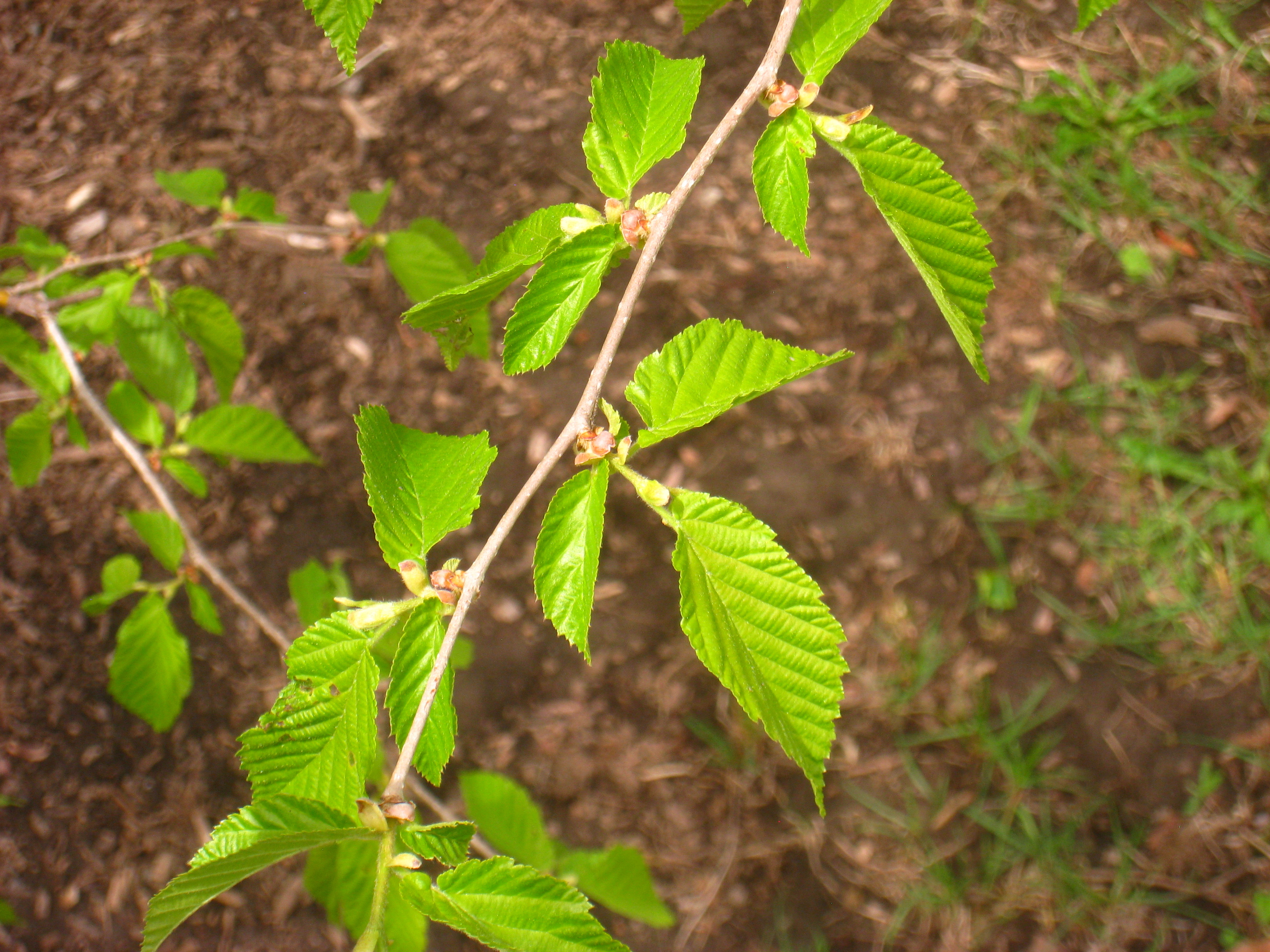
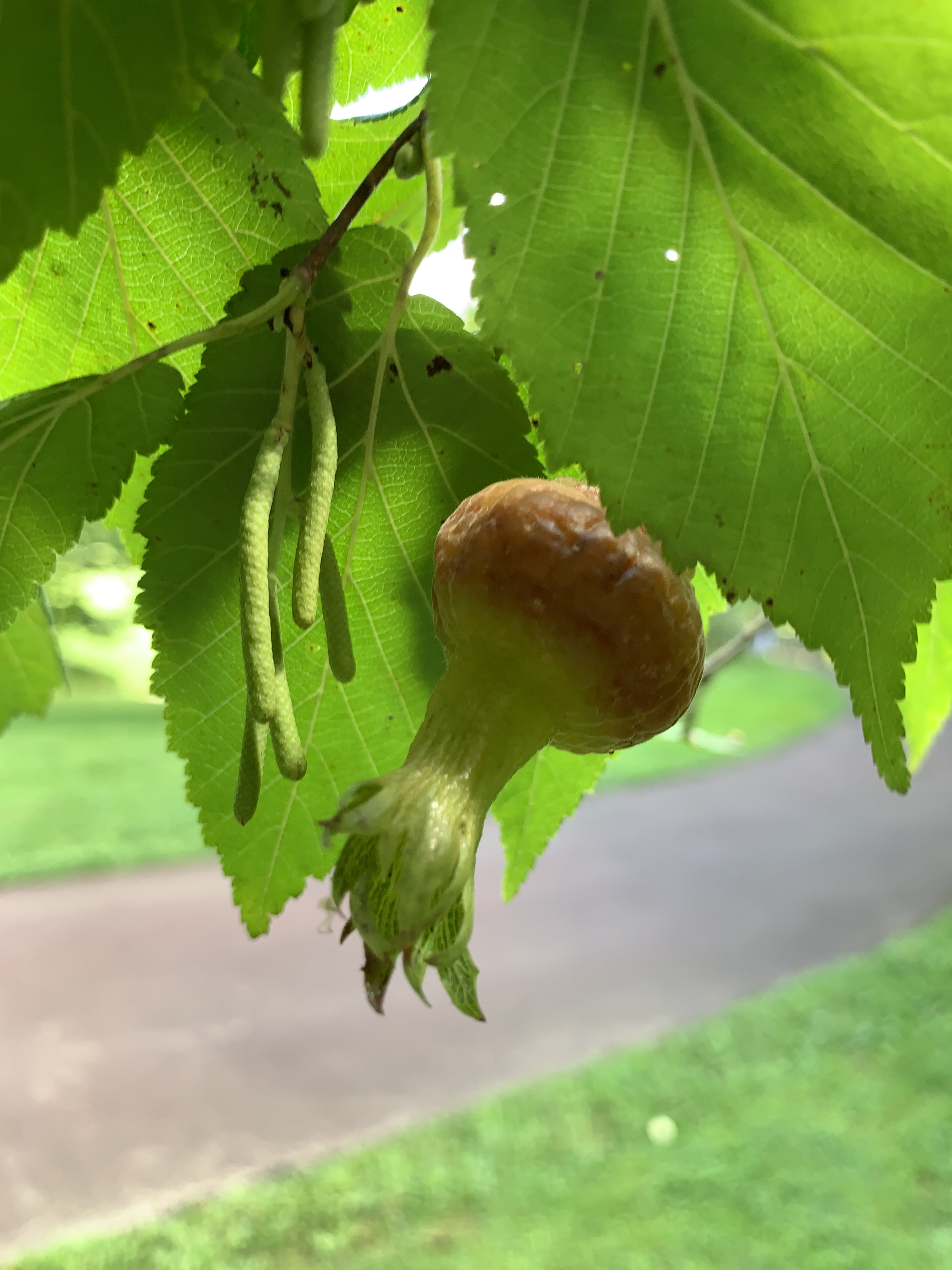